# Marion Crawford
Marion Crawford CVO (5 de junho de 1909 - 11 de fevereiro de 1988) foi uma governanta escocesa. Ela era uma empregada da família real britânica, e ensinou as filhas do rei Jorge VI e sua esposa rainha Isabel, a princesa Isabel (a futura Rainha Isabel II) e Princesa Margarida, que lhe deu o apelido de "Crawfie". Crawford foi a autora chamado do livro The Little Princesses, que contou a história do seu tempo com a família real. Depois que o livro foi publicado em 1950, ela foi banida da corte (forçada a deixar sua graça e favorecer casa) e nem a Rainha nem qualquer outro membro da família real nunca falou com ela novamente.

## Início da vida e governanta real
Crawford nasceu em uma classe trabalhadora família escocesa em 5 de Junho de 1909. Ela foi criada em Dunfermline, Fife e ensinou na Edimburgo Moray House Institute. Enquanto estudava para se tornar um psicólogo infantil, ela conseguiu um emprego de verão como a governanta de crianças do Lord Elgin. Isto a levou a assumir um papel na casa do Príncipe Albert, Duque de Iorque, mais tarde George VI, cuja esposa, a duquesa de York , foi um parente distante do Lord Elgin. Depois de um ano o acordo foi feito permanente.
Crawford tornou-se uma das governantas de princesas Elizabeth e Margarida de Iorque. Após a abdicação de seu tio, rei Eduardo VIII, em 1936, o pai das Princesas 'se tornou rei, e Elizabeth era agora o presumível herdeira. Crawford permaneceu em serviço ao Rei e Rainha, e não se aposentou até 1948, quando a princesa Elizabeth, agora com 21 anos, casou-se com Filipe, Duque de Edimburgo, Crawford-se ter casado dois meses antes. Crawford já havia adiado seu próprio casamento por 16 anos para não, como ela o viu, abandonar o rei e a rainha.

## Morte
Crawford morreu em Hawkhill House (um lar de idosos em Aberdeen) em 11 de fevereiro de 1988. Nem a rainha, rainha-mãe, nem Princesa Margarida enviaram uma coroa de flores para o seu funeral.
Sua história foi destaque na Channel 4 em 2000, um documentário chamado de The Nanny Who Wouldn't Keep Mum.